# Glen Scotia
Glen Scotia ist sowohl der Name einer schottischen Whiskybrennerei als auch deren Single Malt Whisky. Dieser wird in der Ortschaft und eigenständigen Whiskyregion Campbeltown auf der Halbinsel Kintyre, Schottland hergestellt. Campbeltown verfügte früher über mehr als 30 Brennereien, von denen bis heute – neben Glen Scotia – nur noch die Springbank-Destillerie übrig geblieben ist. Eine dritte Destillerie, Glengyle, ist Ende 2004 in Betrieb gegangen. Die Brennereigebäude sind in den schottischen Denkmallisten in die Kategorie B einsortiert.

## Name
Der Name Glen Scotia wird „glen skuscha“ ausgesprochen und bedeutet übersetzt „Tal der Schotten“. In der irischen Grafschaft Kerry gibt es das Glen Scota. Benannt nach der in der Schlacht am Sliabh Mis gefallenen Königin der Milesier. Scota wurde in einem Tal oberhalb von Tralee bestattet.

## Geschichte
Die Brennerei wurde 1832 von Steward, Galbraith & Co.unter dem Namen Scotia Distillery gegründet. Sie hat seitdem eine wechselhafte Geschichte hinter sich und hatte immer wieder Phasen, in den sie über Jahre hinweg nicht produzierte. Wie bei vielen anderen Destillerien auch, liefen die Geschäfte bis zum Ende des 19. Jahrhunderts sehr gut, so dass eine weitere Destillerie, die Glen Nevis Distillery, hinzugekauft werden musste, um die hohe Nachfrage bedienen zu können. 1919 dann wurde die Destillerie an die West Highland Malt Distillers Ltd. (W.H.M.D.) übergeben, die bereits andere Brennereien der Halbinsel Kintyre besaß. Wenige Jahre später dann ging die Firma bankrott und sämtliche ihrer Destillerien – neben Glen Scotia noch Glengyle, Dalintober, Kinloch und die Ardlussa Distillery – mussten geschlossen werden. Ein 1924 unternommener Versuch des ehemaligen W.H.M.D-Mitglieds Dancun MacCallun, Glen Scotia wieder zum Leben zu erwecken, scheiterte bereits 1928. Acht Jahre später übernahmen Bloch Brothers Limited das Geschäft; ihnen gehörte bereits die Scapa Distillery. Es folgte eine recht erfolgreiche Zeit, bis 1954 die Destillerie an den durch den Canadian-Club-Whiskey bekannt gewordenen Hiram Walker verkauft wurde. Bereits ein Jahr später wechselte sie erneut den Besitzer und fiel an die Firma A. Gillier & Co, die selbst von Amalgamated Distillers Products Ltd. 1970 übernommen wurde. In den Jahren 1979 bis 1982 wurde die Destillerie umfassend renoviert, die Produktion jedoch 1984 ausgesetzt. Erst mit dem Erwerb der Brennerei durch Gibson International wurde die Produktion 1989 wieder aufgenommen. Auch diese Firma scheiterte schließlich und musste 1994 Konkurs anmelden. Der Abfüller Glen Catrine Bonded Warehouse kaufte die Konkursmasse, bestehend aus der Brennerei und dem gelagerten Whisky, nahm allerdings die Produktion erst im Jahre 2000 wieder auf. Seit 2014 gehört Glen Scotia zusammen mit dem Glen Catrine Bonded Warehouse und der Brennerei Loch Lomond zur Loch Lomond Group.

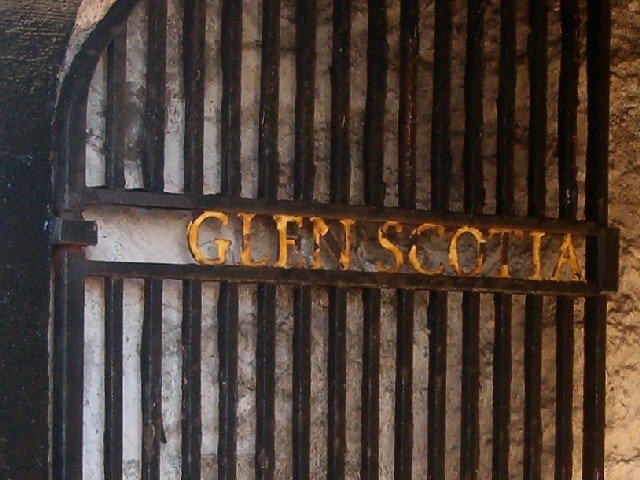
Linker …
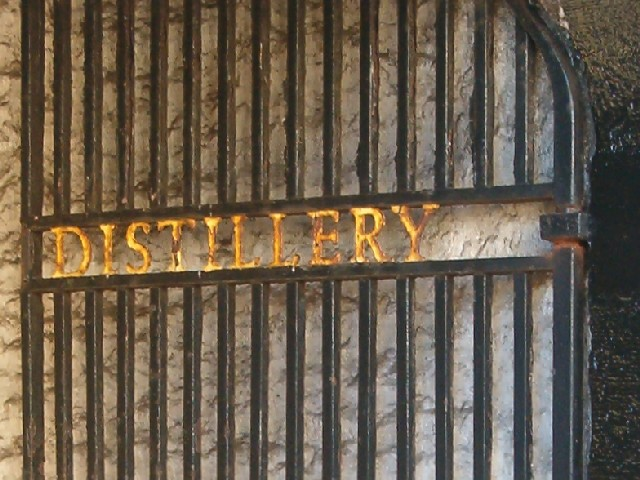
… und rechter Torflügel

## Produktion
Das Wasser der zur Region Campbeltown gehörenden Brennerei stammt vom Crosshills Loch. Sie verfügt über einen Maischbottich und sechs Gärbottiche (je 17.000 l) aus COR-TEN-Stahl, eine wash still (16.000 l) und eine spirit still (12.000 l).

## Produkte

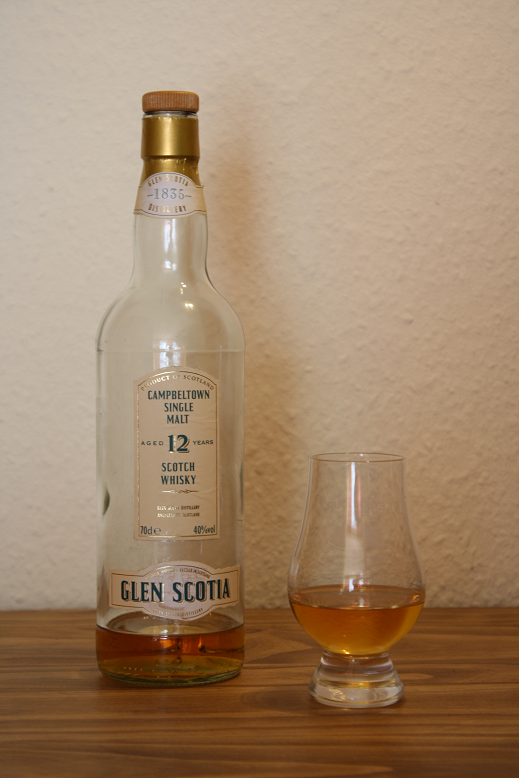
12-jährige Originalabfüllung von Glen Scotia

### Glen Scotia Aged 12 Years, 40 Vol.-%
Dies ist derzeit die einzige Destillerieabfüllung von Glen Scotia und Nachfolger der nur für kurze Zeit erschienenen 8-Jährigen Abfüllung. Auch die über längere Zeit erschienene 14-jährige Version (ebenfalls mit 40 Vol.-%) wird nun nicht weiter abgefüllt.

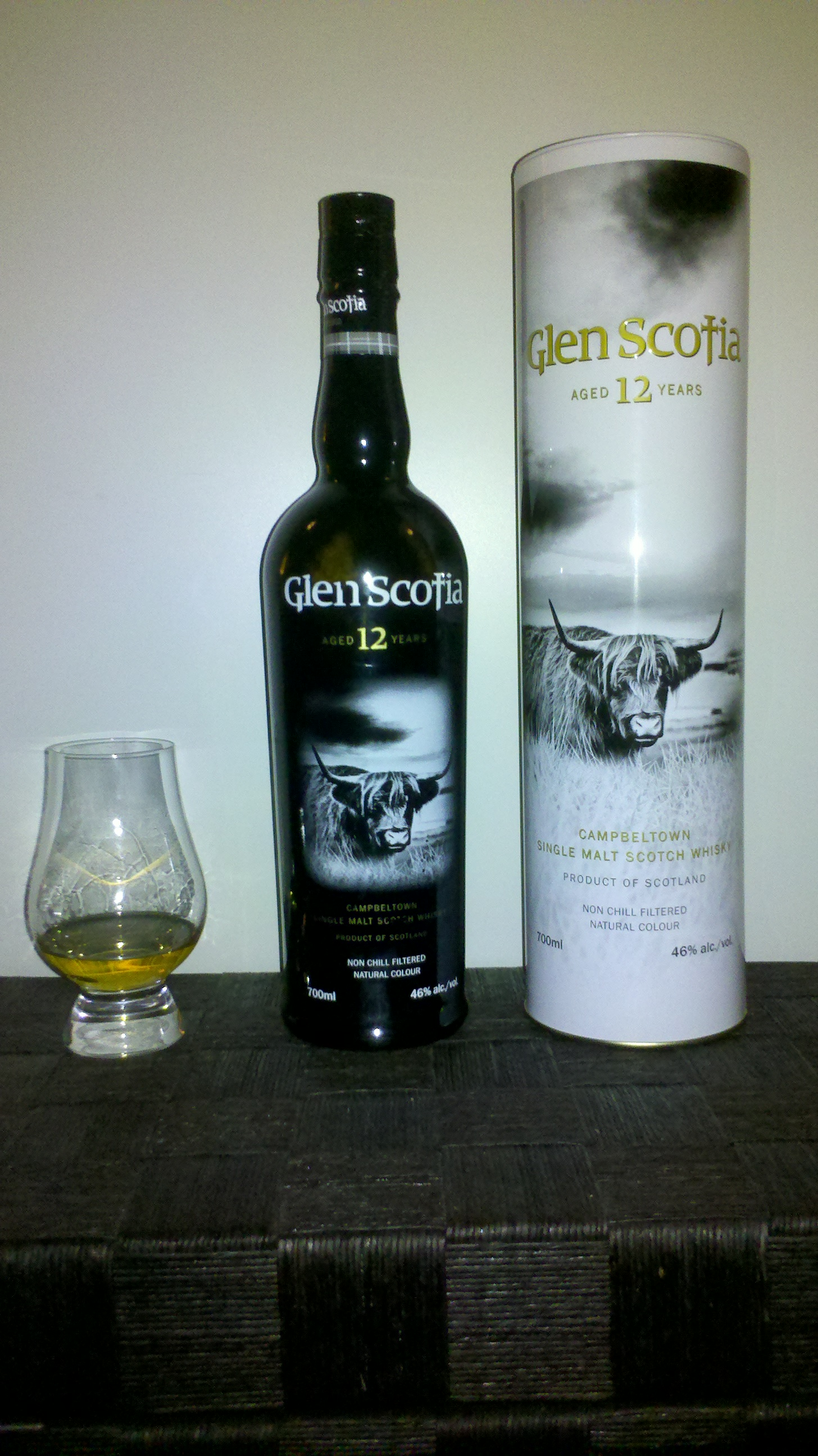
Glen Scotia 12, neue Abfüllung mit 46 Vol.-%

### Neue Range, 46 Vol.-%
Ende 2012/Anfang 2013 kommt nach einem Relaunch eine neue Range in den Handel, die mit 46 Vol.-% abgefüllt und nicht gefärbt und kühlgefiltert wird. Die Altersstufen sind nun 10, 12, 16, 18 und 21 Jahre, wobei davon auszugehen ist, dass die 10- und 12-jährigen Abfüllungen nach Wiedereröffnung der Destillerie im Jahr 2000 produziert wurden, während die älteren Abfüllungen aus der Zeit vor der vorübergehenden Schließung 1994 datieren, weshalb der aktuelle 16-jährige tatsächlich älter sein dürfte.

### Glen Scotia Aged 25 Years 48,8 Vol.-%
Der Glen Scotia 25 Jahre ist die derzeit älteste Abfüllung aus der Core Range der Brennerei. Der Single Malt reift in amerikanischer Eiche und wird vor dem Abfüllen mit First-Fill-Bourbon vermählt. Der Alkoholgehalt beträgt 48,8 Vol.-% und er ist nicht gefärbt und nicht kühlgefiltert. Bei der San Francisco World Spirits Competition 2021 (SFWSC) wurde der Whisky mit „best in show“ als weltbester Whisky über alle 31 Kategorien ausgezeichnet.

### Abfüllungen zum Campbeltown Malts Festival
Die Brennerei veröffentlicht jedes Jahr zum Campbeltown Malts Festival eine limitierte Sonderabfüllung. Im Jahr 2021 war dies 8-jähriger mit einem Finish im Pedro Ximénez Sherryfass. Die Sonderabfüllung für das Jahr 2023 hingegen reifte 11 Jahre lang und wurde 12 Monate lang über ein White Port Cask Finish veredelt.

### Sonderserie "The Icons Of Campbeltown"
Im Oktober 2023 hat Glen Scotia den ersten Whisky aus der limitierten, fünfteiligen und jährlich erscheinenden Sonderserie "The Icons Of Campbeltown" veröffentlicht. "The Mermaid" reifte insgesamt 12 Jahre lang, zunächst im Ex-Bourbonfass und im Anschluss für 8 Monate im Palo Cortado Sherryfass. Im August 2024 ist mit "The Dragon" der zweite Whisky der Serie erschienen.